# Milošice
Milošice jsou malá vesnice, část obce Měcholupy v okrese Louny. Nachází se asi 2 km na severozápad od Měcholup. V roce 201 zde trvale žilo 43 obyvatel.
Milošice je také název katastrálního území o rozloze 2,33 km².

## Historie
První písemná zmínka o vesnici pochází z roku 1360.

## Obyvatelstvo
Při sčítání lidu v roce 1921 zde žilo 159 obyvatel (z toho 75 mužů), z nichž bylo 47 Čechoslováků a 112 Němců. Kromě třinácti evangelíků a jedenácti lidí bez vyznání se hlásili k římskokatolické církvi. Podle sčítání lidu z roku 1930 měla vesnice 165 obyvatel: 97 Čechoslováci a 68 Němců. Kromě většiny římských katolíků zde žilo šest evangelíků a jedenáct členů církve československé. Počet lidí bez vyznání vzrostl na 28.
|                                                                         | 1869 | 1880 | 1890 | 1900 | 1910 | 1921 | 1930 | 1950 | 1961 | 1970 | 1980 | 1991 | 2001 | 2011 | 2021 |
| ----------------------------------------------------------------------- | ---- | ---- | ---- | ---- | ---- | ---- | ---- | ---- | ---- | ---- | ---- | ---- | ---- | ---- | ---- |
| Obyvatelé                                                               | 158  | 145  | 144  | 178  | 158  | 159  | 165  | 50   | 55   | 36   | 44   | 27   | 39   | 21   | 43   |
| Domy                                                                    | 21   | 21   | 19   | 18   | 21   | 18   | 25   | 23   | .    | 13   | 13   | 15   | 14   | 14   | 14   |
| Počet domů z roku 1961 je zahrnut v celkovém počtu domů obce Měcholupy. |      |      |      |      |      |      |      |      |      |      |      |      |      |      |      |

## Pamětihodnosti

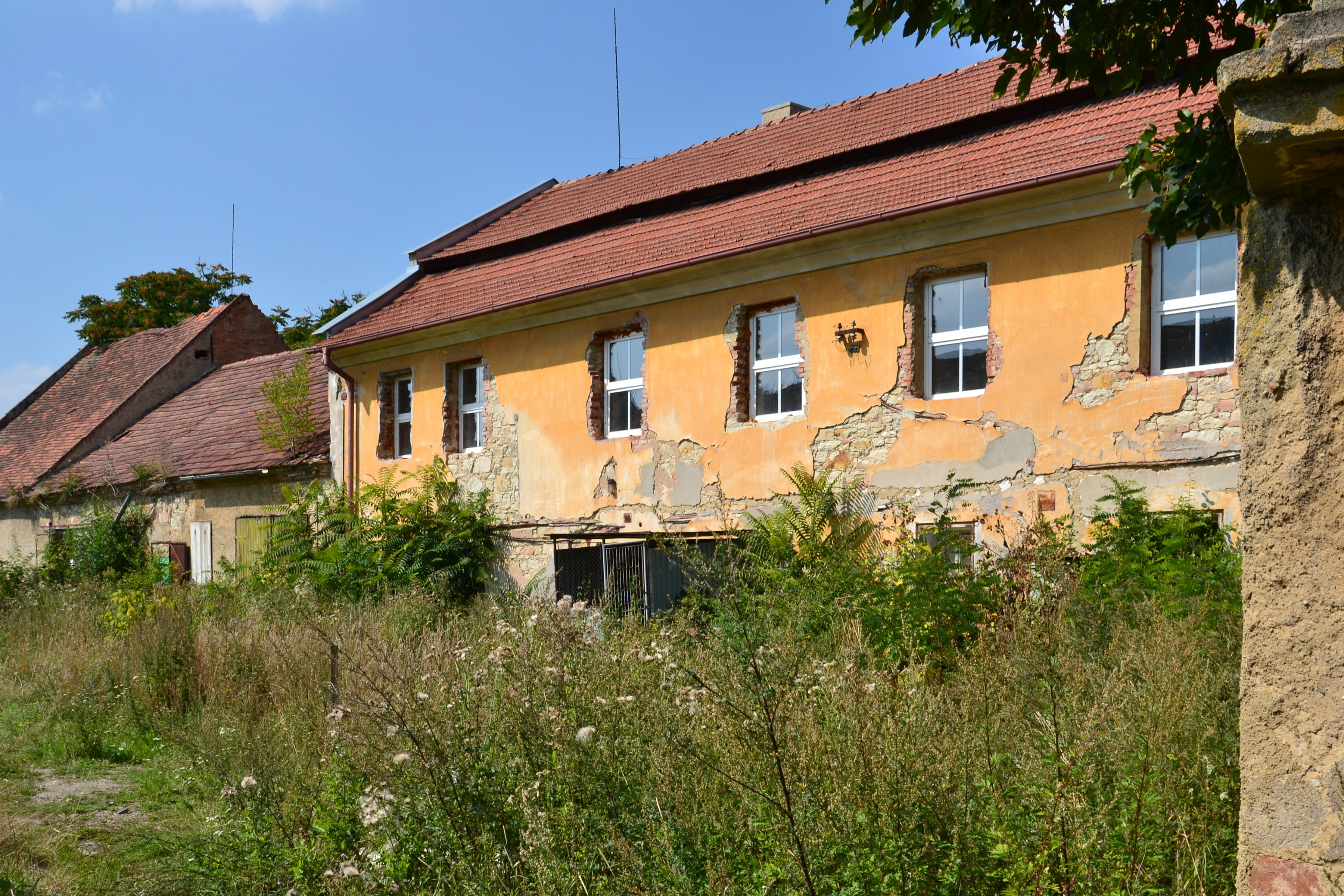
Zámecký dvůr

- Ve středu vesnice stojí na trojbokém soklu socha svatého Jana Nepomuckého z roku 1728. Sochu doplňují tři putti na plošině soklu.[8] Naproti ní se nachází zvonice. Obě jsou chráněné jako kulturní památky.[9][10]
- Barokní milošický zámek byl postaven v pravděpodobně v osmnáctém století, ale dochovaná podoba je výsledkem pozdějších užitkových úprav.[11]